# آنا چیشلاک
آنا چیِشلاک (لهستانی: Anna Cieślak؛ زادهٔ ۱۷ سپتامبر ۱۹۸۰) بازیگر و صداپیشه اهل لهستان است.
از فیلم‌ها یا مجموعه‌های تلویزیونی که وی در آن‌ها نقش داشته‌است، می‌توان به کارگزار من، عهدهای دوشیزه، یخ‌ژاله، نامت یوستینه است، کارول: مردی که پاپ شد، در خوشی و سختی، دوران افتخار، کمیسر آلکس، هتل ۵۲، پدر متیو، قانون حقیقی، در خیابان سپولنی، اوشیتسکا و ژنرال نیل اشاره نمود.